# Atheliales
Atheliales es un orden de hongos de la clase Agaricomycetes. De acuerdo con una estimación realizada en 2008 el orden contiene una familia, 22 géneros y 106 especies.

## Clasificación
Tradicionalmente, la clasificación de los basidiomicetos ponía un énfasis significativo en las características fácilmente observables, como la construcción del basidiocarpo o el himenóforo. Inicialmente, todos los miembros del orden Atheliales actualmente conocidos se habían agrupado junto con los otros basidiomicetos corticioides en un grupo artificial llamado Corticiaceae por Marinus Anton Donk en 1964. Después de esto, la mayoría de las especies de Atheliales conocidas actualmente se incluyeron una vez en el género ampliamente definido Athelia, que luego fueron distribuidas en varios géneros por Walter Jülich en 1972 en su monografía de “Atheliae”. En 1981, Jülich introdujo la familia Atheliaceae entre otras nuevas familias y órdenes, en un intento de clasificar el orden superior de basidiomicetos. Desde entonces, varios miembros de la familia se han incorporado a una serie de estudios filogenéticos moleculares. En un estudio filogenético de 2004 basado en caracteres moleculares y morfológicos, representantes de los géneros Piloderma, Athelia, Tylospora, Byssocorticium, Athelopsis y Amphinema formaron un clado monofilético. Posteriormente en un estudio de 2007 se descubrió que el orden Atheliales estaba estrechamente relacionado con Agaricales y Boletales, formando el grupo monofilético conocido como la subclase Agaricomycetidae de la clase Agaricomycetes.

### Taxonomía

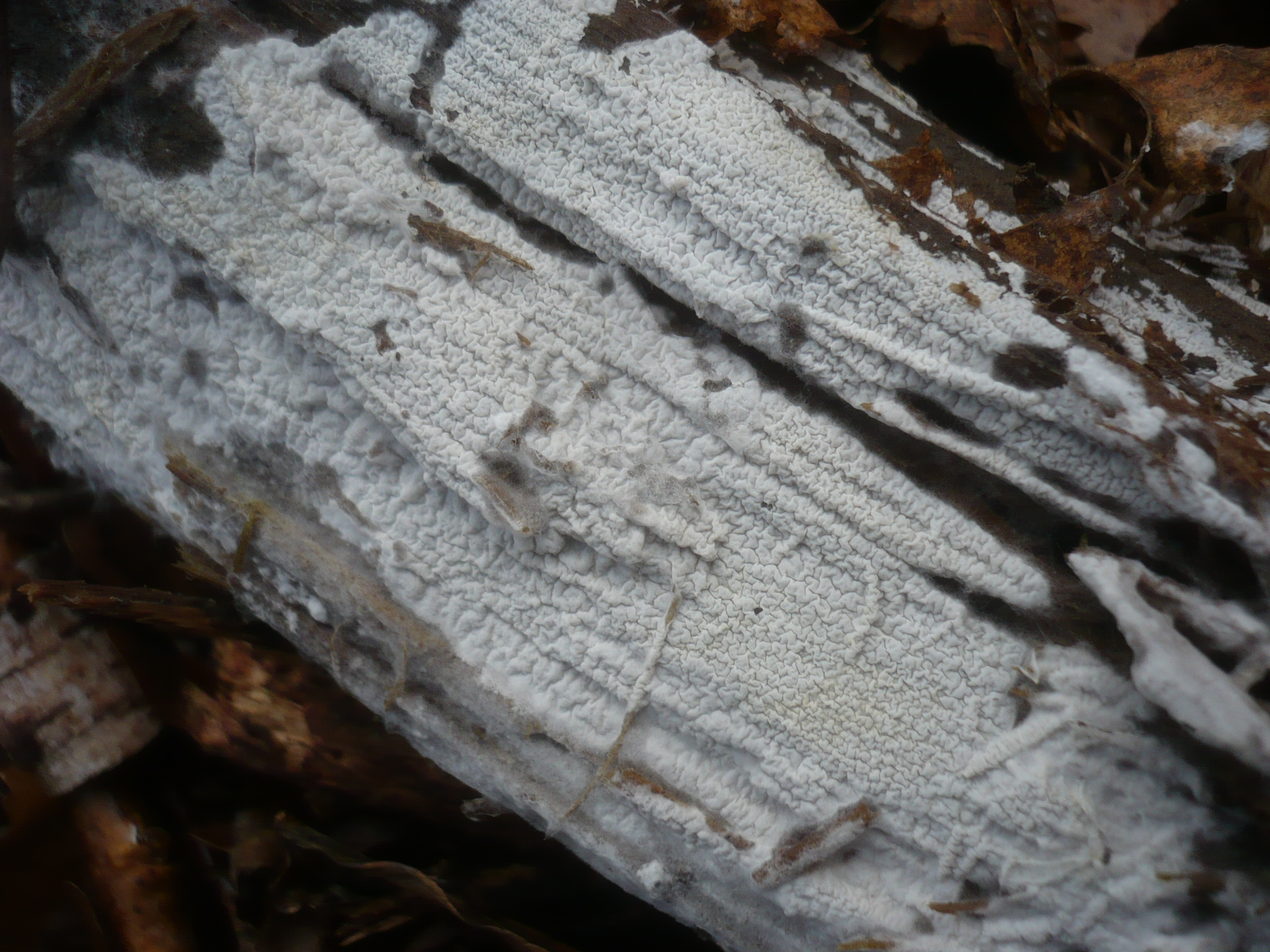
Athelia acrospora

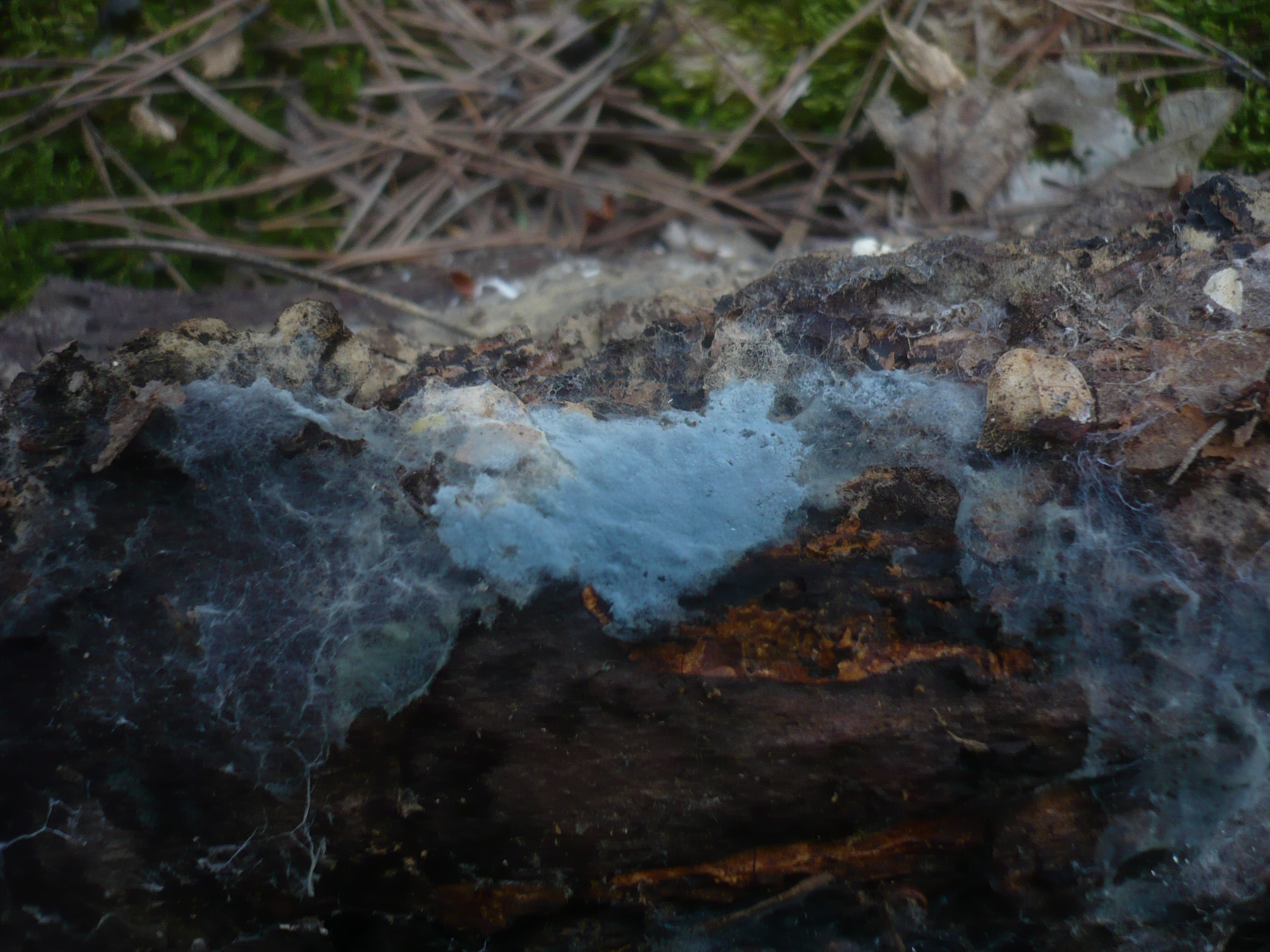
Byssocorticium atrovirens

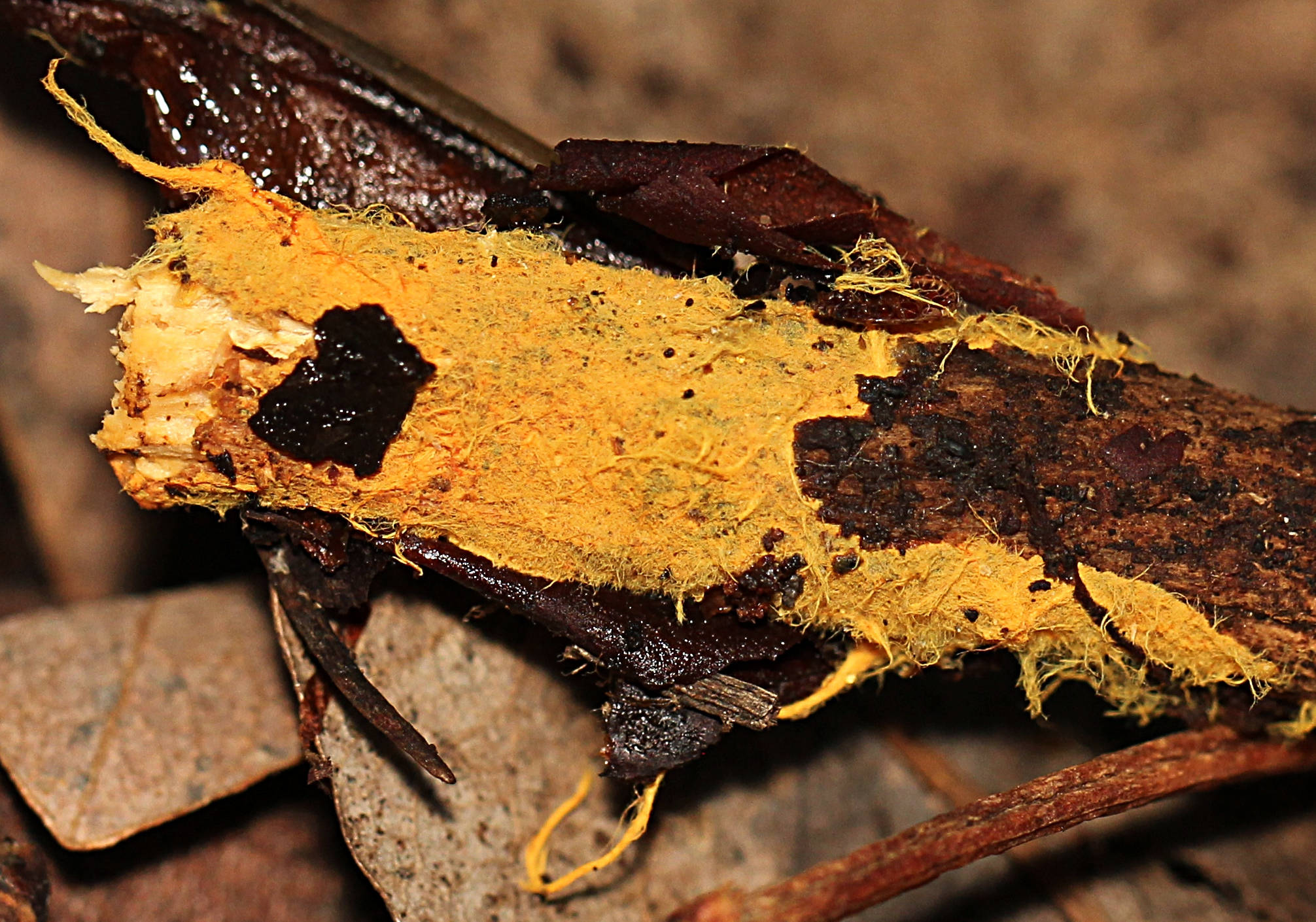
Piloderma fallax

El orden contiene una sola familia Atheliaceae, la cual contiene los siguientes géneros:
- Amphinema
- Athelia
- Athelicium
- Athelopsis
- Butlerelfia
- Byssocorticium
- Byssoporia
- Digitatispora
- Elaphocephala
- Fibulomyces
- Hypochnella
- Lobulicium
- Lyoathelia
- Melzericium
- Mycostigma
- Piloderma
- Pteridomyces
- Taeniospora
- Tylospora

## Descripción
Los Atheliales consisten en hongos estrictamente corticioides que se asemejan a costras delgadas con basidiocarpos blandos que están adheridos al sustrato. Los basidiocarpos son delgados con un subículo bien desarrollado (crecimiento de micelio en forma de lana o costra debajo del basidiocarpo). La superficie del himenio es lisa cuando está seca, sin verrugas ni papilas y puede aparecer arrugada cuando está fresca. El color es mayoritariamente blanquecino, a veces verdoso-azulado y rara vez parduzco. Su sistema de hifas es estrictamente monomítico, con hifas transparentes.que tienen una superficie lisa o, a veces, cubierta con gránulos o cristales. En la hifa, las pinzas pueden estar presentes, raras o ausentes. Los cistidios rara vez se observan en la mayoría de las especies y, si se observan, suelen estar poco diferenciados. Los basidios maduros tienen forma de maza, están dispuestos en grupos típicos y tienen de 2 a 6 esterigmas. Las esporas no son amiloides con una superficie lisa y normalmente son esféricas a elipsoides, excepto en Tylospora donde es angular y con verrugas.
A pesar de su simplicidad morfológica, los miembros de Atheliales varían ampliamente en términos de estrategias ecológicas. Se sabe que varias especies son saprótrofas de la hojarasca y las agujas, mientras que algunas especies de Amphinema, Byssocorticium, Piloderma y Tylospora son simbiontes ectomicorrízicos. A veces constituyen un componente principal de las comunidades de micorrizas. Posteriormente, se ha observado parasitismo en Athelia arachnoidea, que se dirige a los líquenes. Se ha sugerido que la formación de líquenes ocurre en Athelia epiphylla, que también está asociada con la pudrición blanca de Populus tremuloides. Una especie de Athelia también participa en una relación simbiótica con termitas del género Reticulitermes, en la que el hongo forma esclerocios que imitan los huevos de las termitas y las termitas obreras manipulan los esclerocios como si fueran huevos. La presencia de esclerocios en el nido parece mejorar la viabilidad del huevo, mientras que el hongo podría dispersarse a nuevos sustratos.

Los miembros de Atheliales también están bastante extendidos, y la mayoría de las especies descubiertas se encuentran en las regiones templadas del norte. Se encuentran principalmente en ambientes húmedos, sobre sustratos como tierra, humus, hojarasca y madera. Se ha descubierto que una especie, Digitatispora marina, prefiere los hábitats de agua salada y crece en bosques marinos sumergidos.